# John Cumbers
John Robert Cumbers (nascido em 1979) é um biólogo molecular britânico que vive na área da baía de São Francisco. Ele é fundador e CEO da SynBioBeta, que promove a biologia sintética para construir um universo mais sustentável. Ele fundou a BetaSpace, uma rede de inovação em assentamentos espaciais destinada a sustentar a vida humana dentro e fora do nosso planeta e é sócio operacional da DCVC, uma empresa no Vale do Silício focada em investimentos em biotecnologia.

## Educação e infância
John Cumbers nasceu em 5 de outubro de 1979, em Watford, Hertfordshire, leste da Inglaterra, 24 quilômetros a noroeste de Londres . Desde a infância demonstrou grande interesse por biologia e tecnologia da informação . Cumbers frequentou a Queens' School em Bushey, Hertfordshire, para o ensino médio. Em 2004, obteve seu bacharelado em Ciência da Computação com Engenharia da Informação na Universidade de Hull, uma universidade pública de pesquisa em Kingston upon Hull, Yorkshire. Para seu mestrado em ciências e bioinformática, ele estudou na Universidade de Edimburgo, na Escócia. Obteve seu PhD em biologia molecular, Biologia Celular e Bioquímica na Universidade Brown, sob a supervisão de Lynn J. Rothschild no Centro de Pesquisa Ames da NASA, onde iniciaram um programa em biologia sintética espacial para a NASA .

## Carreira
Após obter seu doutorado, Cumbers atuou como líder da Iniciativa de Sustentabilidade Planetária da Administração Nacional de Aeronáutica e Espaço ( NASA ), a agência federal dos EUA responsável pela pesquisa aeroespacial, aeronáutica e pelo programa espacial civil. Entre 2008 e 2015, Cumbers trabalhou no Centro de Pesquisa Ames da NASA como estudante e depois como bioengenheiro contratado e co-organizou o primeiro workshop sobre as aplicações da biologia sintética para a exploração espacial. Ele passou sete anos no programa de biologia sintética da NASA, projetando organismos para fornecer alimentos, combustível, remédios e outros materiais de apoio para missões espaciais, bem como projetando missões para utilização de recursos espaciais, terraformação de asteróides e suporte de vida.
Em 2012, Cumbers fundou a SynBioBeta, uma rede para engenheiros biológicos, inovadores e empreendedores que usam a biologia para construir um universo melhor e mais sustentável. SynBioBeta hospeda o Global Synthetic Biology Summit em São Francisco, Califórnia, todo mês de outubro. A Cimeira apresenta os desenvolvimentos na biologia sintética que estão a transformar a forma como as pessoas abastecem, curam e alimentam o mundo. Além do Summit, SynBioBeta hospeda um podcast e um resumo semanal.
Em 2018, Cumbers fundou o BetaSpace, um ecossistema de inovação que investiga o futuro de um planeta fora da Terra. O BetaSpace está focado nas amplas áreas de alimentação e agricultura; água e resíduos; energia; e habitat e materiais.
Em 2017, Cumbers juntou-se à empresa de investimentos Data Collective (DCVC), do Vale do Silício, um fundo de capital de risco que apoia empreendedores que aplicam tecnologia profunda para transformar indústrias gigantes.

## Publicações
Cumbers é o autor, com Karl Schmieder, de What's Your Bio-Strategy? Como preparar seu negócio para a biologia sintética
Cumbers escreveu sobre envelhecimento e sinalização de insulina, a caracterização de partes biológicas, utilização de recursos em missões espaciais, biologia sintética no espaço, extremófilos ( cianobactérias e tardígrados )  e o impacto dos recursos espaciais nos mercados financeiros. Ele é um colaborador regular da Forbes .com, escrevendo sobre o impacto da biologia sintética nas indústrias manufatureiras

## Prêmios e conquistas
Em 2010, Cumbers recebeu o prêmio Keck Futures Initiative das Academias Nacionais por seu trabalho no uso da biologia sintética nas missões da NASA.